# کهباد یک
کهباد یک یا کُه وا روستایی از توابع بخش مرکزی شهرستان ایذه در استان خوزستان ایران است. این روستا به دلیل بیشترین جان باخته در دوران جنگ دو کشور ایران و عراق، به روستای شهید مرادی‌ها مشهور است.

## جمعیت
این روستا در دهستان حومه‌شرقی قرار دارد و براساس سرشماری مرکز آمار ایران در سال ۱۳۸۵، جمعیت آن ۸۴۳ نفر (۱۴۳خانوار) بوده‌است.
اکثر ساکنان این روستا از تیره ملامرادی و  عبده وند از طایفه بزرگ عالی محمودی دینارانی باب از ایل بختیاری می‌باشند.
پروفسور هرمز اسدی کوه باد متولد این روستا می‌باشد .  

## آثار تاریخی
قدمت این روستا به بیش از پنج هزار سال پیش باز می‌گردد. نقش برجسته شهسوار یکی از سنگ نوشته‌های مربوط به دوره عیلامی قدیم یا پیش‌ایلامی و نقش شده در 4000 سال پیش می‌باشد که در انتهای جاده منتهی به این روستا در دل کوه نقش بسته است. گورستان و زیارتگاه شهسوار، از گورستانهای باستانی پوشیده از شیرهای سنگی یا برد شیر منطقه بختیاری، در این روستا واقع است. و در حال حاضر پنج حلقه چاه عمیق جهت آب شرب مردم روستاهای اطراف ایذه و خود شهرستان ایذه حفر شده که این نشان از این دارد که روستای کهباد یک (کوهباد) یکی از روستاهای است که در شهرستان ایذه بیشترین آب زیر زمین را دارا می باشد ‌.